# Rewia gadol
| ֽ   | Silluq           |  | ֫ ֥  | Ole we-Jored        |
| ֑   | Etnachta         |  | ֗   | Rewia gadol         |
| ֝ ֗  | Rewia Mugrasch   |  | ֓ ׀ | Schalschelet gedola |
| ֮   | Zarqa (Trope)    |  | ֗   | Rewia qaton         |
| ֭   | Dechi            |  | ֡   | Pazer               |
| ֤ ׀ | Mahpach legarmeh |  | ֨ ׀ | Asla legarmeh       |

| ֣ | Munach        |  | ֥ | Mercha       |
| ֬ | Illuj         |  | ֖ | Tipcha       |
| ֢ | Atnach hafuch |  | ֤ | Mahpach      |
| ֨ | Qadma         |  | ֓ | Schalschelet |
| ֘ | Zinnorit      |  |  |              |

## Begriffe
| Trope                                                                          |
| ------------------------------------------------------------------------------ |
| von altgriechisch τρόπος tropos über jiddisch טראָפּ trop dt.: Betonung, Melodie |

Das hebräische Wort רְבִיעִי [rəviʕi] (aram. רְבִיעָי) bedeutet ‚der vierte‘. Das aramäische Wort רְבִיעַ hingegen findet sich im Targum Onkelos in Ex. 23,5  als Übersetzung für hebräisch רֹבֵץ im Sinne von ‚sich niederlegen‘ (unter einer Last). Die Wurzeln sind hebräisch רבץ, bzw. aram. רְבע ‚sich lagern‘.
Das hebräische Wort גָּדוֹל (oder in Defektivschreibweise auch גָּדֹל) bedeutet ‚groß‘.

## Symbol
Das Symbol für Rewia gadol ist ein Punkt über der betonten Silbe. Es unterscheidet sich in der Darstellung nicht von Rewia qaton. Das Zeichen wird in Druckausgaben rautenförmig dargestellt.

## Grammatik
Als „König“ kann Rewia gadol ein Etnachta ersetzen. In jedem anderen Fall ist diese Trope ein „Herzog“. Als solcher kann er ein Rewia-Mugrasch-, Atnach- oder Ole-we-Jored-Segment unterteilen. Es können in einem Satz mehrere Rewia-Gadol-Segmente vorkommen. In einem Ole-we-Jored-Segment ist jedoch das letzte Rewia-Symbol als Rewia qaton zu lesen.
Seinerseits kann ein Rewia-gadol-Segment mit Mahpach legarmeh, Azla legarmeh, oder Pazer getrennt werden. Treten in einem Rewia-Gadol-Segment sowohl Azla legarmech, als auch Pazer auf, so trennt Pazer weiter vorne im Versteil und stärker. In einigen Fällen kann Pazer anstelle von Azla legarmeh stehen.
Rewia gadol kann auch alleine vorkommen.
Als konjunktiver Akzent kann vor Rewia gadol nur jeweils ein einziges Zeichen auftauchen, das je nach den Gegebenheiten ein Illuj, Mercha, Mahpach oder Zinnorit-Mahpach sein kann.

## Vorkommen
| ספרי אמ"ת סִפְרֵי אֱמֶת                                                                            | ספרי אמ"ת סִפְרֵי אֱמֶת |
| --------------------------------------------------------------------------------------------- | ------------------ |
| Sifre Emet [siɸre ʔɛmɛt] deutsch ‚Bücher Emet‘, bzw. ‚Bücher der Wahrheit‘                    |                    |
| אִיוֹב                                                                                          | (Ijob)             |
| מִשְלֵי                                                                                          | (Sprichwörter)     |
| תְהִלִּים                                                                                         | (Psalmen)          |
| Anfangsbuchstaben der Bücher Ijob , Sprichwörter und Psalmen bilden zusammen das Merkwort אֱמֶת |                    |

Die beiden Formen von Rewia gadol und Rewia qaton zählen zu den Ta’amaj Sifre Emet טַעֲמֵי סִפְרֵי אֱמֶ"ת, den Teamim der Bücher Emet.
| Teil des Tanach | Rewia gadol | Rewia qaton |
| --------------- | ----------- | ----------- |
| Psalmen         | 408         | 153         |
| Ijob            | 96          | 23          |
| Sprüche         | 76          | 18          |
| Gesamt          | 580         | 194         |

Die Tabelle zeigt das Vorkommen der beiden Formen in diesen drei poetischen Büchern.